# شامب فيرغسون
شامب فيرغسون (بالإنجليزية: Champ Ferguson) هو ضابط أمريكي، ولد في 29 نوفمبر 1821 في مقاطعة كلينتون في الولايات المتحدة، وتوفي في 20 أكتوبر 1865 في تينيسي في الولايات المتحدة بسبب شنق.